# Lorentz Görges
Lörentz Görges, född 29 maj 1723 (g.s.) i Styrstads socken, död 2 oktober 1803 i Stockholm, var en svensk grosshandlare.

## Biografi
Görges föddes som son till fänriken vid Östgöta infanteriregemente Johan Görges och dennes hustru Clara Corylander. Görges flyttade sedermera till Stockholm där han blev grosshandlare och kommerseråd. Han gifte sig 1754 i Maria Magdalena kyrka med Hedvig Elisabet Bohman. Paret fick en dotter och två söner.
Görges var under flera år delägare i det framgångsrika handelshuset Bohman, Hassel & Görges, och han räknades till den så kallade Skeppsbroadeln. Hans fru var dotter till Carl Bohman som var en av de ursprungliga ägarna till handelshuset Bohman & Hultman. Lorentz Görges uppförde under 1760-talet det Görgeska huset som ligger i Djurgårdsstaden.

### Bilder

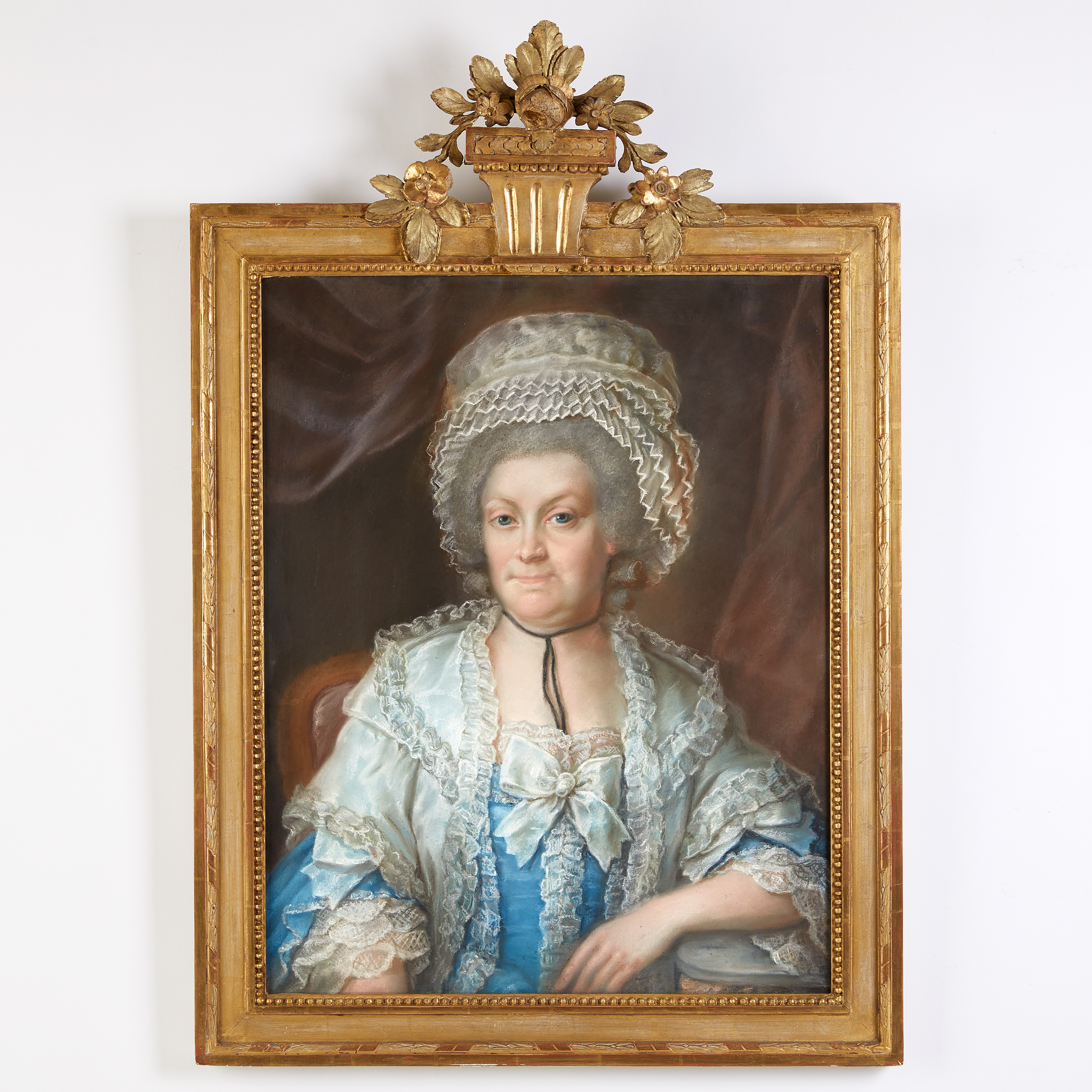
Lorentz Görges hustru, Hedvig Elisabet Bohman, avporträtterad under 1770-talet av Jonas Forsslund.

### Fotnoter
1. 1 2 3 4 5  Biografiska anteckningar och släktutredningar av Mattias Loman, läs online.[källa från Wikidata]